# Rita Raines
Rita Raines (eigentlich Rita Babcock, * 22. Mai 1930 in Chicago; † 13. März 2014 in Redlands) war eine US-amerikanische Easy-Listening- und Jazzsängerin, die in den 1950er-Jahren aktiv war. 

## Leben und Wirken
Rita Raines trat 1955 in ihrer Heimatstadt auf dem Harvest Moon Festival auf; im November 1955 erschien auf dem lokalen Chicagoer Label Deed Records die Single „The Wedding Song (Until Death Do Us Apart)“/„Don't Touch Me“ (Deed 1006), 1956 legte sie, ebenfalls bei Deed, die Single „Such a Day“ vor; das Lied war die englischsprachige Version des deutschen Stimmungslieds „So ein Tag, so wunderschön wie heute“ von Lotar Olias (Musik) und Walter Rothenburg (Text). Die B-Seite war der Jazzstandard „Ol’ Devil Moon“. „Such a Day“ gelangte im Februar 1956 auf #89 der amerikanischen Billboard Hot 100, was ihr einziger Charterfolg bleiben sollte. 
In der Musik-Tanz-Show American Bandstand des TV-Senders ABC wurde Raines als „Lieblingskünstlerin des Jahres 1956“ (Favorite Artist of 1956) vorgestellt. Raines veröffentlichte noch für die Plattenlabel Jamie, Argo, Cadence und Arcy weitere Singles wie „Silence Is Golden“/„Something Else“ (Jamie 1036), „Sleepy Sunday Afternoon“/„I Told a Stranger“ (Cadence 1331) und noch 1958 „Laughing On the Outside“/„Cha-Cha Charlie“ (Argo 5302); 1960 veröffentlichte sie noch eine Coverversion von „Vaya Con Dios“, 1953 ein Nummer-eins-Hit für Les Paul/Mary Ford (mit der B-Seite „Silently“, Arcy 1003). Raines konnte jedoch an den Charterfolg von „Such a Day“ nicht mehr anknüpfen und zog sich aus der Musikszene zurück.